# 三鄉村 (樺太廳)
三鄉村（日语：／ Sangō mura */?）是日本的已不存在的一村。